# Gallinago paraguaiae
Gallinago paraguaiae е вид птица от семейство Бекасови (Scolopacidae).

## Разпространение
Видът е разпространен в Аржентина, Боливия, Бразилия, Венецуела, Гвиана, Еквадор, Колумбия, Парагвай, Перу, Суринам, Тринидад и Тобаго, Уругвай, Фолкландски острови, Френска Гвиана, Чили и Южна Джорджия и Южни Сандвичеви острови.